# Plaza Mayor de Santa Ana
La plaza Mayor de Santa Ana es uno de los lugares más emblemáticos de la ciudad de Las Palmas de Gran Canaria, ubicada en la isla de Gran Canaria, en el barrio de Vegueta junto al edificio más importante de la arquitectura religiosa canaria, la Catedral de Canarias. La Plaza Mayor lleva el nombre de la Titular de la Catedral Basílica de Canarias y de la Patrona General de la Ciudad de Las Palmas de Gran Canaria.

## Descripción

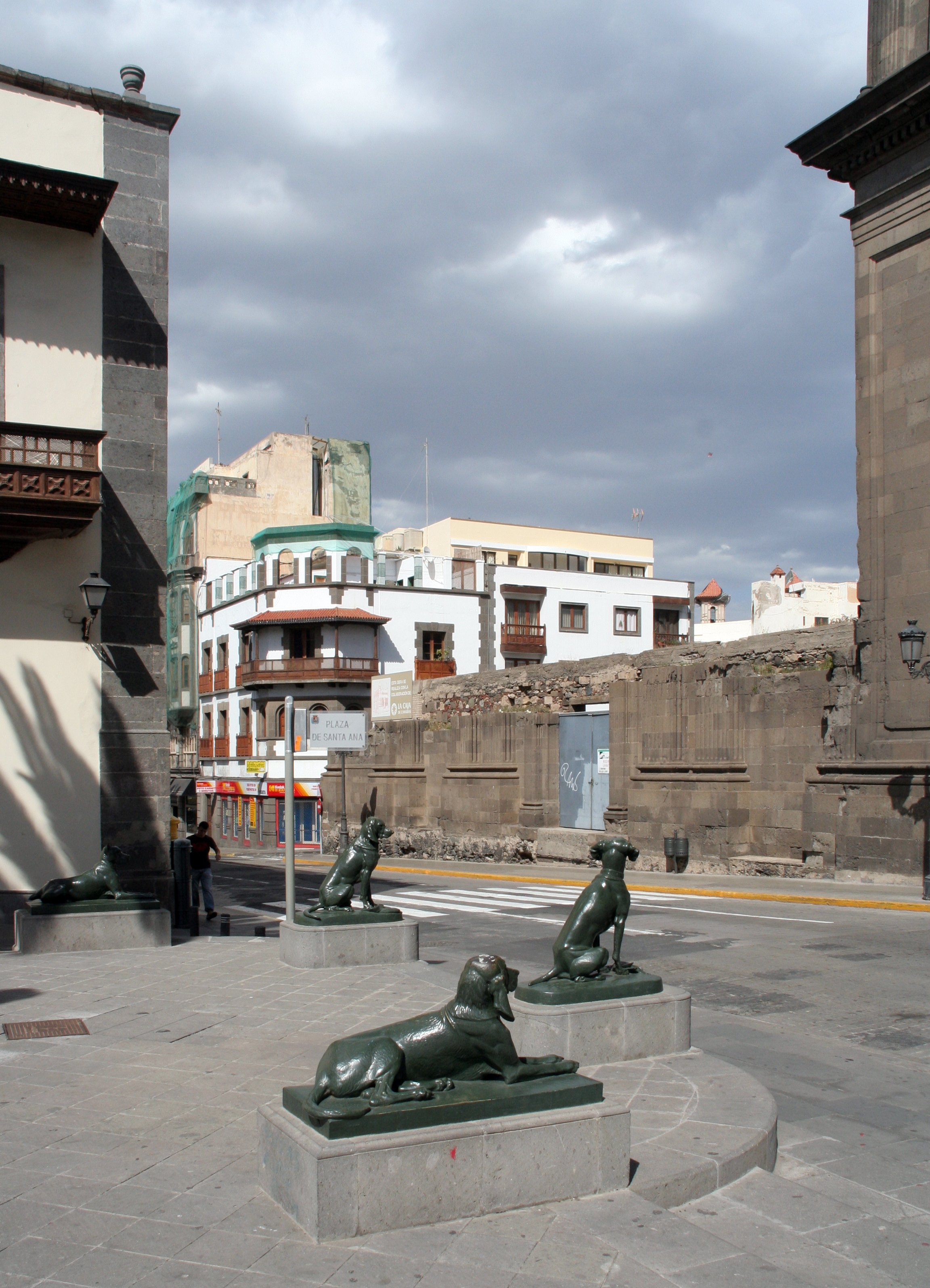
Perros de la plaza de Santa Ana

El asentamiento de la Catedral de Canarias y de la propia Plaza Mayor de Santa Ana, fue elegida por los conquistadores como centro de una de las primeras urbanizaciones de las islas Canarias. En torno a la Plaza de Santa Ana se instalaron las Casas Consistoriales de la Ciudad, el Palacio del Obispo y la Catedral. Junto a ello además, destaca el Patio de los Naranjos de la Catedral de Canarias en el que se alberga el Museo Diocesano de Arte Sacro de Las Palmas de Gran Canaria. Junto a la Plaza Mayor de Santa Ana también se aprecia, el Palacio Regental, que se trata de la residencia del presidente de la Audiencia Territorial.
A poca distancia de donde se sitúa la Plaza Mayor de Santa Ana, justo en la trasera de la Catedral de Canarias, encontramos la Casa Museo de Colón (Las Palmas de Gran Canaria), que recuerda el paso y la estancia en la ciudad de Las Palmas de Gran Canaria del descubridor Cristóbal Colón en su viaje a América.
Uno de los emblemas de la plaza es el conjunto escultórico comúnmente llamado los Perros de la Plaza de Santa Ana. Se trata de ocho esculturas que representan a canes que se encuentran en un extremo de la plaza, orientados hacia la fachada de la catedral. Están realizados en hierro fundido, si bien pintados de verde para hacerlos pasar por bronce. Fueron colocados en la plaza en 1895, no conociéndose con exactitud quién los realizó ni en qué taller o ciudad. Los perros de Santa Ana se han convertido con el paso del tiempo en uno de los símbolos de la ciudad.